# Madness (canción)
«Madness» —en español: «Locura»— es una canción interpretada por la banda británica de rock alternativo Muse, incluida en su sexto álbum de estudio, The 2nd Law, de 2012. El sencillo lo compuso Matt Bellamy, mientras que la producción del mismo estuvo a cargo de toda la banda. La mezcla la realizó Mark Stent en el estudio Sterling Sound de Nueva York, y Ted Jensen la masterizó en Air Mastering en Londres. «Madness» surgió de una pelea entre el vocalista de la banda, Bellamy, y su pareja, Kate Hudson. A raíz del conflicto entre ellos, el cantante ingresó a su estudio de grabación y comenzó a trabajar en la canción. Warner Bros. Records la lanzó el 20 de agosto de 2012 como el primer sencillo del sexto álbum de la banda.
Contó con una buena recepción de parte de la crítica. Dan Stubbs de la revista NME lo catalogó como un sencillo brillante, mientras que la revista Rolling Stone comentó que «no se desvía tan lejos del característico sonido de Muse». En dicha revista, ocupó el puesto treinta y siete de las 50 mejores canciones de 2012. En cuanto al ámbito comercial, «Madness» cosechó un gran éxito. El sencillo ingresó en diversas listas de los Estados Unidos, entre ellas, Billboard Hot 100, Pop Songs, Rock Songs, Alternative Songs, y otras. Este último conteo lo lideró durante diecinueve semanas no consecutivas. En 2015, la Recording Industry Association of America (RIAA) lo acreditó con dos discos de platino. Por otro lado, llegó al puesto veinticinco en el Reino Unido, al catorce en Francia, y al nueve en Italia, donde también recibió una certificación de platino, otorgada por la Federación de la Industria Musical Italiana (FIMI).
El video musical lo dirigió Anthony Mandler, quien había trabajado con la banda en el video de «Neutron Star Collision (Love Is Forever)» en 2010. El rodaje del mismo se llevó a cabo en una plataforma de la estación de trenes Union Station en Los Ángeles. Tiempo más tarde, el 5 de septiembre de 2012, la banda lo estrenó en su canal Vevo en YouTube. Muse la interpretó en diversos programas de televisión, tales como Saturday Night Live, Later... with Jools Holland, The Jonathan Ross Show, y también en los premios MTV Europe Music Awards 2012. Asimismo, recibió una nominación a la mejor canción de rock en la quincuagésima quinta entrega de los Premios Grammy, pero perdió contra «Lonely Boy» de The Black Keys.

## Antecedentes y composición

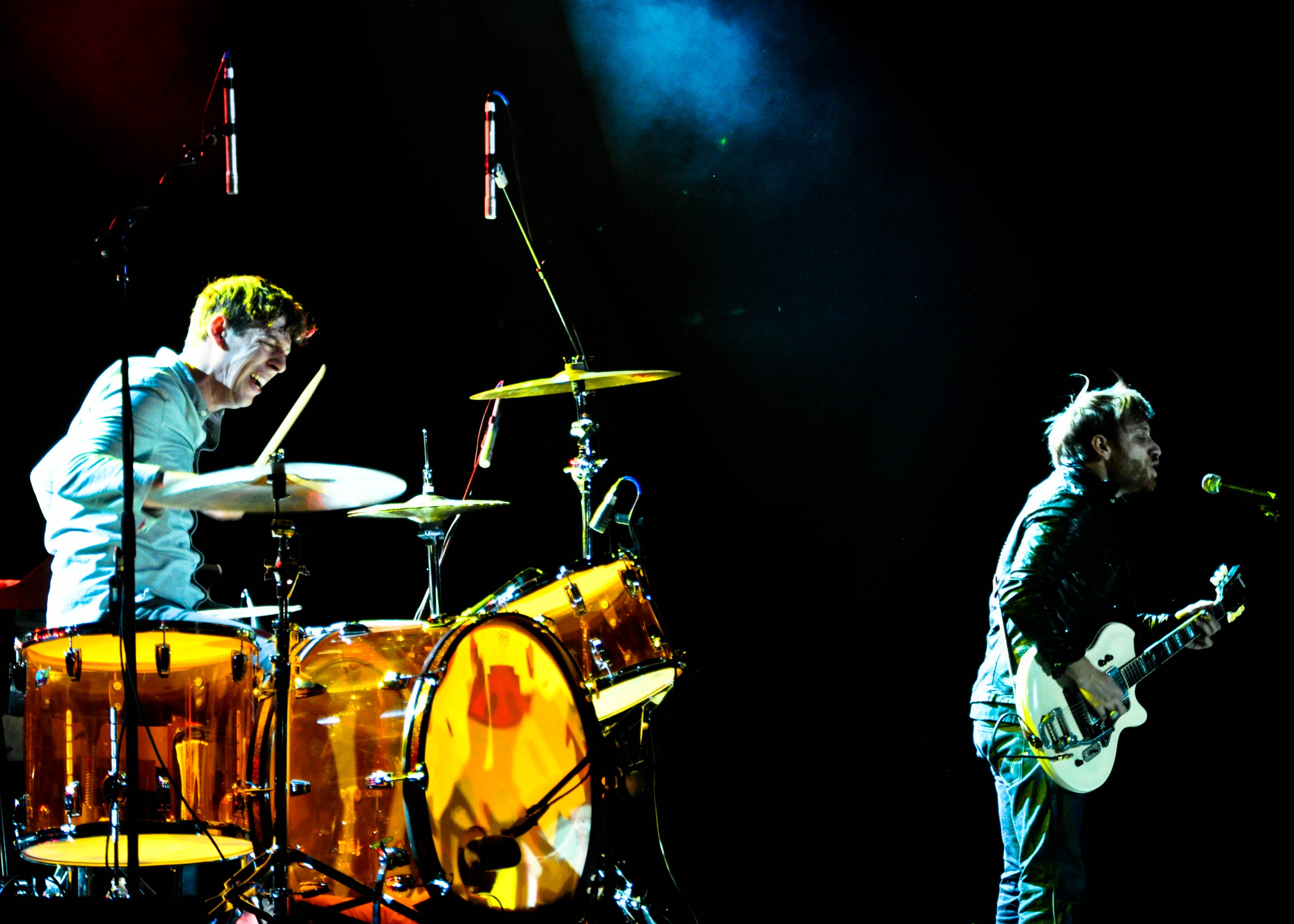
«Madness» recibió una nominación a la mejor canción de rock en la quincuagésima quinta edición de los Premios Grammy, pero perdió contra «Lonely Boy» de The Black Keys (en la imagen).

Muse comenzó a trabajar en su sexto álbum de estudio en el verano de 2011, luego de que su vocalista encontrase el título y tema principal del mismo. Matt Bellamy estaba mirando un panel de economistas en la BBC, cuando alguien en el programa se refirió a la segunda ley de la termodinámica en relación con la economía. El panelista afirmó que «las leyes de la física dicen que una economía basada en el crecimiento infinito es insostenible». A causa de ello, él declaró en una entrevista con David Fricke de la revista Rolling Stone: «Todos están obsesionados con el crecimiento constante, sin control, y nadie está señalando que a lo mejor hemos llegado a un máximo». En ella, mencionó que en el siguiente trabajo discográfico de la banda había sonidos electropop y de rock clásico, refiriéndose a «Madness» en cuanto al primero de estos géneros. Tiempo más tarde, Bellamy expresó en otra entrevista: 

«Creo que nos dimos cuenta que debíamos abrirnos. Estar en una banda de tres integrantes es limitante. Durante el último par de discos, realmente hemos demostrado que sabemos cómo hacer cosas grandes, grandilocuentes, teatrales... Creo que el reto ha sido crear algo que fuese más sutil y discreto en su prestación. Estoy seguro que eso es lo que hemos hecho con "Madness". Y a mi parecer es una de las mejores canciones que he escrito».

El sencillo lo compuso Bellamy y su producción estuvo a cargo de toda la banda. La masterizó el ingeniero de masterización Ted Jensen en Air Mastering, ubicado en Londres; así mismo, su mezcla la realizó el productor e ingeniero británico Mark "Spike" Stent en el estudio Sterling Sound de Nueva York. «Madness» es una canción con influencias del electropop y el rock alternativo, su duración es de cuatro minutos y treinta y nueve segundos, mientras que la versión de radio es reducida aproximadamente un minuto. De acuerdo con la partitura publicada por Warner en el página web Musicnotes, tiene un tempo moderato de 90 pulsaciones por minuto, y el registro vocal del vocalista abarca las notas fa♯4 y mi ♭6. La inspiración del tema surgió de una pelea entre Bellamy, y en ese entonces su pareja, la actriz estadounidense Kate Hudson. El concepto de la misma lo explicó de la siguiente manera en una entrevista con Radio.com: «Tienes una pelea con tu novia, y ella te deja durante el día para reflexionar sobre ello». Luego agregó: «Me quedé allí sentado como, ¿Qué estoy haciendo? En cierto modo tenía que hacer algo. No podía sentarme ahí y lloriquear todo el día». Debido a lo ya expuesto, el cantante ingresó a su estudio de grabación, y trabajó catárticamente sobre el drama de su relación por medio de la música. Él afirmó: «Tenía un sonido sintetizado, el primer sonido que surgió en mi sistema. Solo lancé la línea de bajo. Era básicamente blues de doce compases. No sé qué estaba haciendo, solo estaba pasando un buen rato». Matt comenzó a cantar sobre el ritmo en el que había trabajado, y a pesar de su simpleza, le pareció bueno. Sin embargo, no estaba exactamente seguro si la canción podría encajar en la banda. No obstante, le mostró la pista al bajista Chris Wolstenholme y al baterista Dominic Howard cuando comenzaron a grabar el álbum, «y les encantó». Según Bellamy, «ellos se encargaron de llevarla a otro nivel, añadiendo componentes adicionales al final, lo que la convirtió en una canción mucho más grande». Warner Bros. Records lo publicó el 20 de agosto de 2012 como el primer sencillo del sexto álbum de estudio de la banda, entre tanto el estreno lo realizó la emisora BBC Radio 1 del Reino Unido ese mismo día.

## Recepción

### Comentarios de la crítica

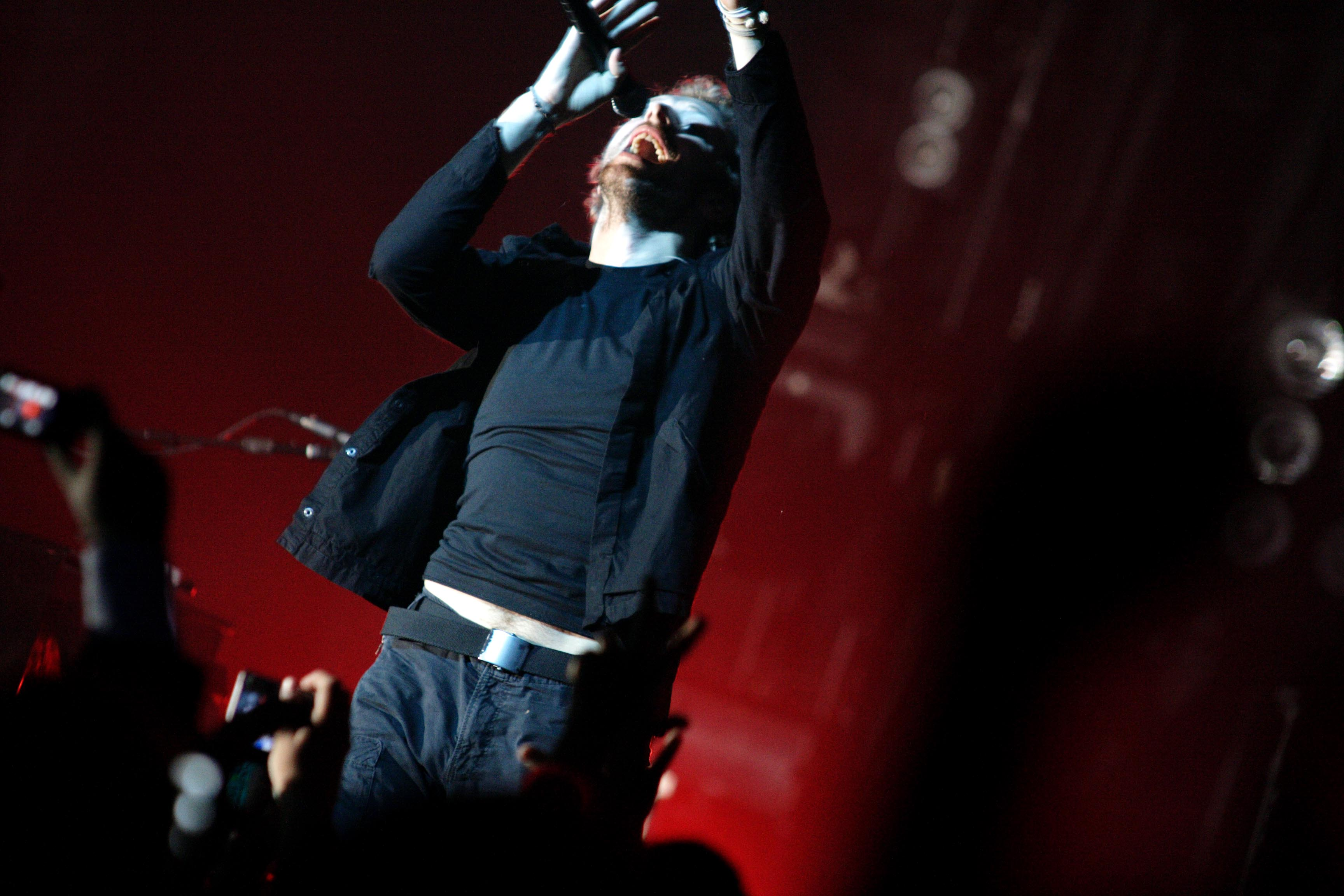
Chris Martin, cantante de la banda Coldplay, dijo: «Después de haber sido su acto de apertura hace 13 años, me siento orgulloso de decir que creo que esta es la mejor canción que Muse ha hecho».

«Madness» recibió comentarios en su mayoría positivos por parte los críticos. Scott Shetler del sitio web Diffiser le otorgó ocho puntos de diez y comentó: «Con la voz digitalmente alterada y un ritmo de batería programado, más adecuado para una melodía dance que para una canción rock, "Madness" no suena como el Muse que se consolida como una de las bandas de rock más grandes del mundo». Luego añadió: «La pista es a la vez retro y futurista, con un zumbido electrónico equilibrado por pequeñas dosis de Queen, como las armonías de ópera y un inesperado solo con ecos de Brian May». Al finalizar la reseña, afirmó que «la mezcla inusual de sonidos funciona mucho mejor de lo que probablemente debería». Rick Florino de Artist Direct le concedió cinco estrellas sobre cinco, y dijo que el trío británico «rompe el hielo por completo». En su revisión declaró: «[La canción] gorjea y frunce paisajes sonoros electrónicos reverberando las letras poéticamente potentes de Bellamy zarpar en un olvido dichoso. […] Hay un solo de elegancia etérea en la mitad de la canción que da vuelta el guion, mostrando que Muse todavía tiene más de una sorpresa bajo la manga». También mencionó que «"Madness" no se parece a nada que Muse haya hecho hasta ahora, y es por eso que es totalmente refrescante». «Todavía están marcando tendencias en lugar de seguirlas».
Por su parte, Dan Stubbs de la revista británica NME lo llamó un sencillo brillante, propulsado por un crujiente ritmo coloreado por la gran voz de Matt Bellamy, y un solo de guitarra al estilo de Brian May. La revista Billboard dijo: «Con la ubicuidad del sonido en EDM, no es ninguna sorpresa que el bamboleo haya entrado en el reino del rock». No obstante, comentó: «A pesar que los graves aquí son un poco flatulentos, Muse afortunadamente muestra un gran tacto con su base, dejando que el sonido se establezca y tome protagonismo». Robert Myers de The Village Voice escribió: «Como es habitual, Muse consigue los detalles superficiales correctos, pero carecen de emoción y fundamento intelectual para llegar a la esencia de su inspiración». Mientras que el crítico del sitio PopBlerd concluyó: «"Madness" suena como si tomaran influencias de U2 y George Michael, con la voz de Bellamy cantando y acariciando la idea de un amor verdadero sobre golpes synth pop». Según Rolling Stone, la canción no se desvía tan lejos del característico sonido de Muse. Además, la llamó una «fascinante mezcla de Depeche Mode, George Michael, con algo de R&B». Dicha revista la posicionó en el puesto treinta y siete de las 50 mejores canciones de 2012; en su encuesta a los lectores con respecto a las mejores canciones de ese año, consiguió el décimo puesto. El sitio web PopDust también la posicionó en su lista de las 100 mejores canciones del 2012, donde obtuvo el puesto cincuenta y tres.

### Rendimiento comercial

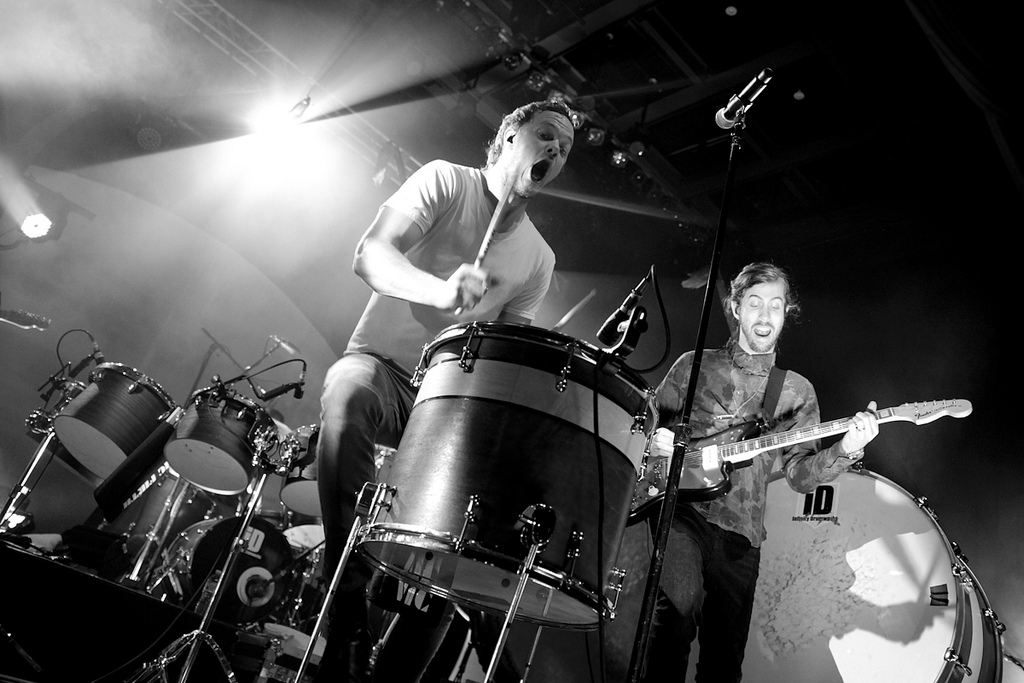
«Radioactive» de Imagine Dragons (en la imagen) detuvo a «Madness» después de que esta lograra sus diecinueve semanas en el puesto número uno en el conteo Alternative Songs.

«Madness» contó con un buen recibimiento comercial, convirtiéndose en una de los sencillos más exitosos de la banda. En Norteamérica, ingresó en varios conteos de los Estados Unidos y Canadá. El 8 de septiembre de 2012 debutó en la posición ochenta y cuatro de la lista Billboard Hot 100, con 33 000 ejemplares vendidos esa semana. La canción dejó la lista en su semana veinticinco, y luego reingreso el 30 de marzo de 2013. Una semana después, el 6 de abril, alcanzó su máxima posición en el cuarenta y cinco. El sencillo permaneció veintinueve semanas en el conteo. Asimismo, logró el puesto veintinueve en la lista Digital Songs. Por otra parte, entró en la lista Rock Songs en el número ocho con un estimado de siete millones de personas en la audiencia. Un mes después, el 6 de octubre de 2012, la canción alcanzó la casilla número tres. El 8 de septiembre de 2012 ingresó en el conteo Alternative Songs en la octava posición. En su cuarta semana escaló hasta el tercer puesto, donde quedó detrás de «I Will Wait» y «Ho Hey» de Mumford & Sons y The Lumineers, respectivamente. El 13 de octubre de 2012 logró el primer puesto, donde persistió diecinueve semanas no consecutivas, hasta que «Radioactive» de Imagine Dragons tomó la primera posición el 2 de marzo de 2013. Dicho acontecimiento convirtió a «Madness» en la canción con más semanas en el puesto número uno de dicha lista; de esta manera superó el récord de la canción «The Pretender» de la banda Foo Fighters, la cual dominó el conteo durante dieciocho semanas en 2007. El sencillo también lideró la lista Rock Airplay y consiguió la posición veintitrés en la lista Pop Songs, el once en Adult Pop Songs y el cuarenta en Radio Songs. A principios de marzo de 2015 superó los dos millones de ventas digitales en los Estados Unidos, y la Recording Industry Association of America (RIAA) lo certificó con dos discos de platino el 4 de ese mes. En Canadá también contó con una buena recepción, donde alcanzó el lugar veintiocho en el Canadian Hot 100. A fines de febrero de 2013, Music Canada (MC) lo acreditó con un disco de platino después de vender más de 80 000 copias.
En Europa también tuvo una buena recepción comercial. En Alemania, debutó en el puesto noventa en la lista German Singles Chart, y en su cuarta semana alcanzó el sesenta y siete. En Austria, consiguió el cincuenta y seis en la semana correspondiente al 12 de octubre de 2012. En Bélgica llegó al puesto número cuarenta y uno en la lista Ultratop 50 de la región flamenca, y al décimo en la Ultratop 40 de la región valona. En el conteo Danish Singles Chart de Dinamarca solo se mantuvo una semana, en la casilla treinta y ocho. El sencillo también entró en la lista española Spanish Singles Chart en el puesto treinta. En Francia, obtuvo el catorce en el French Singles Chart, siendo la mejor posición de la banda en dicho país. En el conteo perduró treinta y seis semanas. En Italia llegó al lugar número nueve, y la Federación de la Industria Musical Italiana (FIMI) lo certificó con un disco de platino tras vender más de 30 000 copias. También logró el puesto setenta y cuatro en Irlanda, el cuarenta y tres en los Países Bajos, el cuarenta y nueve en la República Checa y el veinte siete en Suiza. En el Reino Unido obtuvo el puesto veinticinco en el UK Singles Chart, y en Escocia el veintisiete en la lista Scottish Singles Chart. Por otra parte, en Australia consiguió la posición ochenta y dos en el conteo Australian Singles Chart, mientras que en Japón llegó al número nueve en el Japan Hot 100.

## Video musical

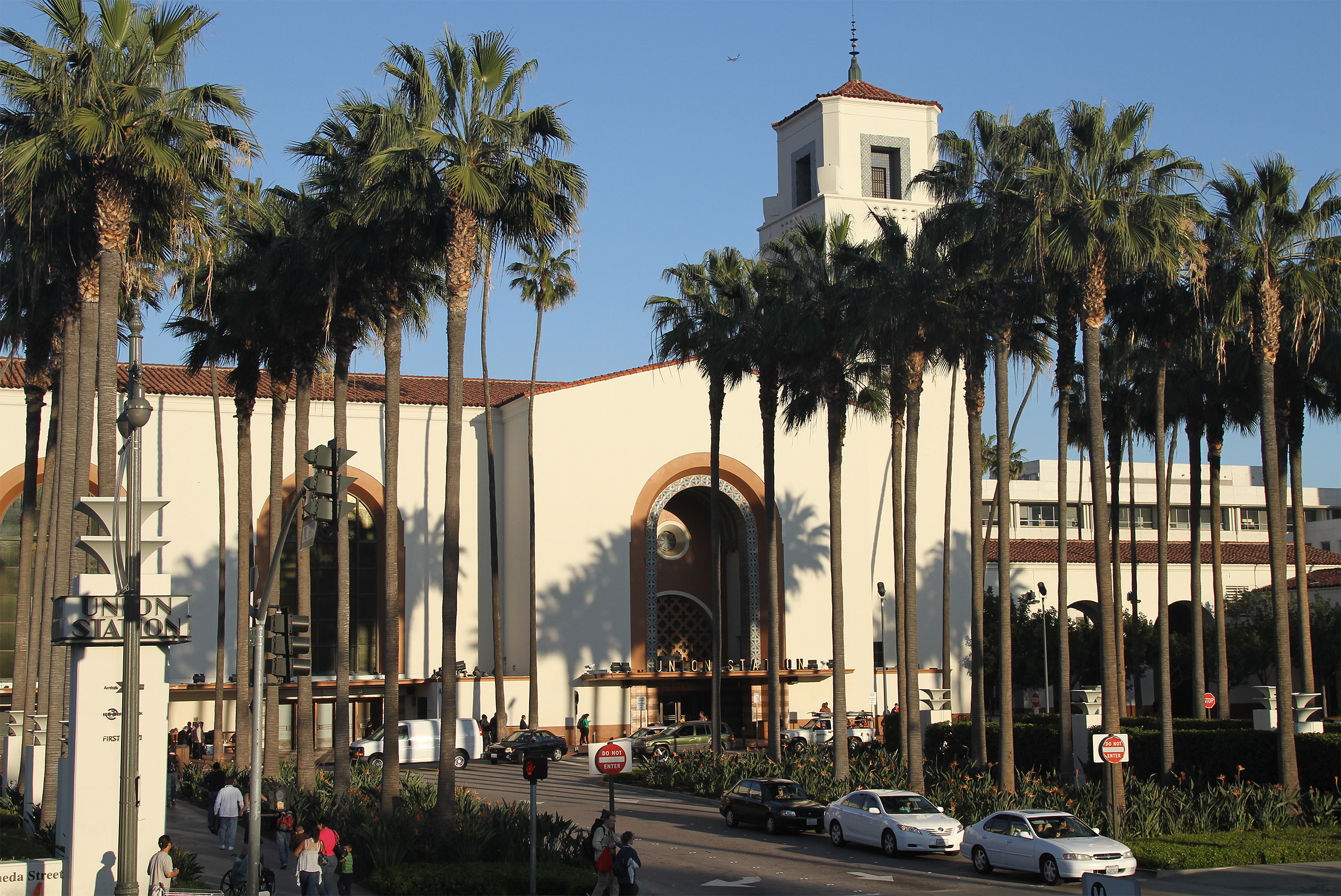
La estación Union Station en Los Ángeles, California.

El video musical lo dirigió Anthony Mandler, quien ya había trabajado con la banda en el videoclip de «Neutron Star Collision (Love Is Forever)» en 2010. La producción estuvo a cargo de Christene Cobb, la coproducción a mando de Black Hand Cinema, mientras que los efectos especiales los realizó la compañía de posproducción Skulley Fx. Jacquelyn London trabajó de editor, y David Devlin como director de fotografía. Este último recibió una nominación a los premios Plus Camerimage al mejor cinematógrafo dado su trabajo en el videoclip. El rodaje del mismo se llevó a cabo en una plataforma de la estación de trenes Union Station de Los Ángeles. La banda lo estrenó el 5 de septiembre de 2012 en su canal Vevo en YouTube. La trama gira en torno a un supuesto romance entre los protagonistas mientras la destrucción y el caos masivo reina en su alrededor, siendo ellos ajenos a los disturbios. Al comienzo, aparecen un hombre y una mujer sentados en un vagón de un metro vacío, mientras un perro policía ladra por una de sus ventanas cerradas. Luego, una fuerza policial infiltra la estación de trenes por donde ellos se encuentran merodeando. A lo largo del video, los protagonistas juegan a ocultarse y encontrarse entre sí, donde ambos se seducen. Por otro lado, Muse interpreta la canción en una habitación oscura e iluminada por luces parpadeantes, mientras que toda la acción transcurre en torno a ellos. El video musical concluye con un enfrentamiento épico en una plataforma de la estación, donde los protagonistas resplandecen en medio del motín al tiempo que consumen el coqueteo mediante un beso.

## Interpretaciones en directo

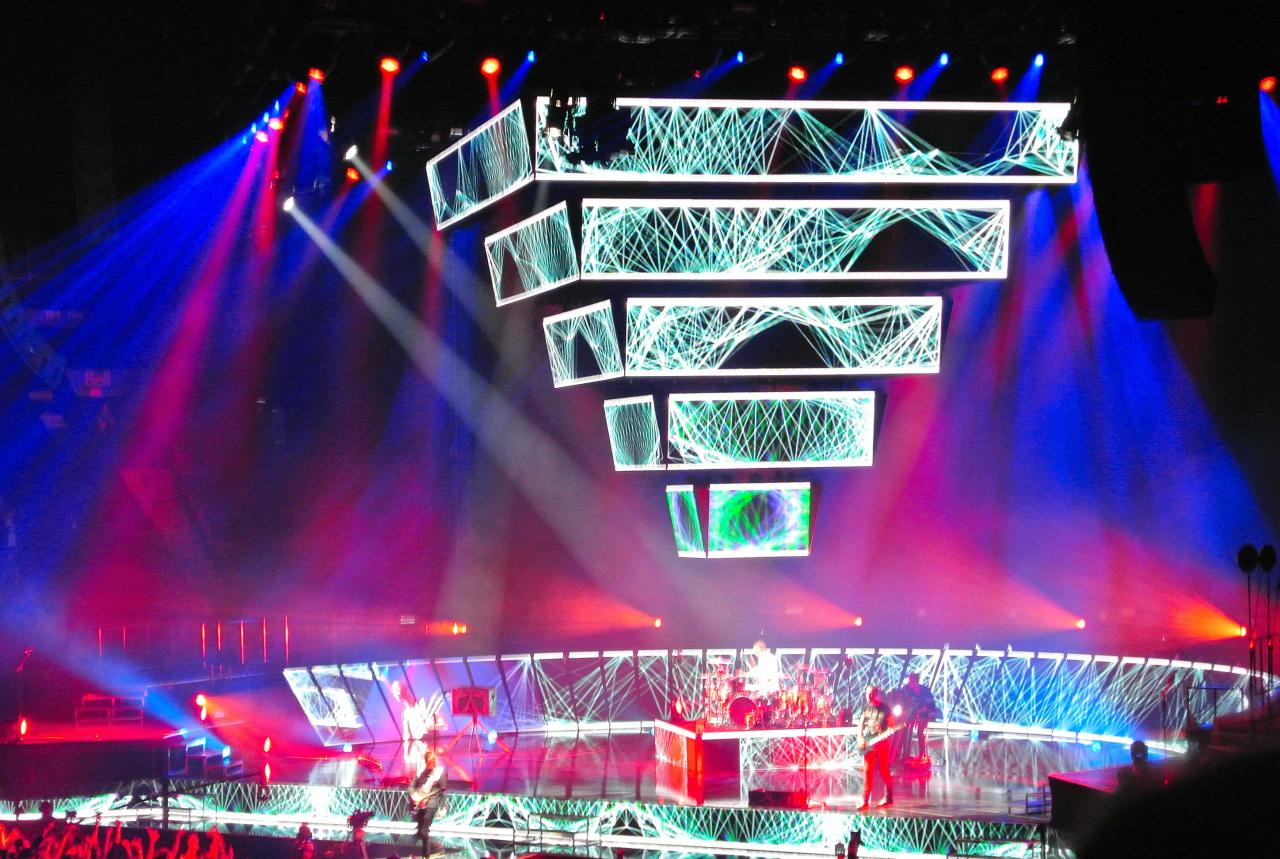
Muse en Montreal, Canadá, durante un concierto de la gira The 2nd Law World Tour en 2013.

El 14 de septiembre de 2012, la banda interpretó la canción por primera vez en el programa de televisión noruego/sueco Skavlan. El 19 de ese mismo mes, Muse se presentó en el programa musical francés Taratata, donde interpretaron «Madness» y «Panic Station» del álbum The 2nd Law, y una versión del tema «Sign “O” the Times» del cantante Prince. Seis días más tarde, también tocaron «Madness» y «Panic Station» en el programa británico Later... with Jools Holland. A fines de septiembre, la banda acudió al Live Lounge conducido por Sara Cox para la BBC Radio 1. Ellos interpretaron varias canciones, entre ellas «Madness», «Uprising» y «Starlight», estos dos últimos pertenecientes a los álbumes The Resistance y Black Holes and Revelations respectivamente. Dos días después, dieron un concierto en el iTunes Festival, y «Madness» formó parte del repertorio. El 6 de octubre de 2012, la banda la presentó en el late night Saturday Night Live junto a «Panic Station». El 27 de dicho mes la tocaron en The Jonathan Ross Show en el Reino Unido. El 11 de noviembre, se presentaron en los premios MTV Europe Music Awards 2012 donde la interpretaron. Respecto a los premios, la banda declaró que tenían muchas ganas de volver a actuar en los EMA. Una semana después la presentaron en el programa italiano Che tempo che fa. En diciembre, Muse volvió a Francia donde tocaron la pista junto a «Follow Me» en el programa Grand Journal. El 18 de febrero de 2013, la banda dio un concierto en el O2 Shepherds Bush Empire en conmemoración a los 20 años del inicio de la organización benéfica War Child. Las entradas del mismo se agotaron en tres minutos; asimismo, lo transmitieron en vivo por el sitio web YouTube. El cantante Matt Bellamy declaró: «Estamos orgullosos de tener una continua asociación con War Child, quienes han estado haciendo un trabajo increíble en los últimos 20 años». En ese concierto tocaron varias canciones de todos sus álbumes, como «Sunburn» de Showbiz, «Plug In Baby» de Origin of Symmetry, «Time Is Running Out» de Absolution, «Knights of Cydonia» de Black Holes and Revelations, «United States of Eurasia» de The Resistance, además de «Madness», de The 2nd Law.

## Formatos
- Descarga digital

| «Madness» |           |          |  |
| N.º       | Título    | Duración |  |
| 1.        | «Madness» | 4:39     |  |

- Sencillo en CD

| «Madness» — Finlandia |                              |          |  |
| N.º                   | Título                       | Duración |  |
| 1.                    | «Madness» (edición de radio) | 3:35     |  |

| «Madness» — Reino Unido |                               |          |  |
| N.º                     | Título                        | Duración |  |
| 1.                      | «Madness» (edición de radio)  | 3:38     |  |
| 2.                      | «Madness» (versión del álbum) | 4:40     |  |

## Posicionamiento en listas
| País              | Lista                    | Mejor posición |
| 2012 — 2013       | 2012 — 2013              | 2012 — 2013    |
| ----------------- | ------------------------ | -------------- |
| Alemania          | German Singles Chart     | 67             |
| Australia         | Australian Singles Chart | 82             |
| Austria           | Austrian Singles Chart   | 56             |
| Bélgica (Flandes) | Ultratop 50              | 41             |
| Bélgica (Valonia) | Ultratop 50              | 10             |
| Canadá            | Canadian Hot 100         | 43             |
| Dinamarca         | Danish Singles Chart     | 38             |
| Escocia           | Scottish Singles Chart   | 27             |
| España            | Spanish Singles Chart    | 30             |
| Estados Unidos    | Adult Pop Songs          | 11             |
| Estados Unidos    | Alternative Songs        | 1              |
| Estados Unidos    | Billboard Hot 100        | 45             |
| Estados Unidos    | Digital Songs            | 29             |
| Estados Unidos    | Pop Songs                | 23             |
| Estados Unidos    | Radio Songs              | 40             |
| Estados Unidos    | Rock Airplay             | 1              |
| Estados Unidos    | Rock Songs               | 3              |
| Francia           | French Singles Chart     | 14             |
| Irlanda           | Irish Singles Chart      | 74             |
| Italia            | Italian Singles Chart    | 9              |
| Japón             | Japan Hot 100            | 9              |
| Países Bajos      | Single Top 100           | 43             |
| Reino Unido       | UK Singles Chart         | 25             |
| República Checa   | Radio Top 100 Chart      | 49             |
| Suiza             | Swiss Singles Chart      | 27             |

| País              | Lista             | Posición |
| 2012              | 2012              | 2012     |
| ----------------- | ----------------- | -------- |
| Bélgica (Valonia) | Ultratop 40       | 83       |
| Estados Unidos    | Alternative Songs | 17       |
| Estados Unidos    | Rock Songs        | 24       |
| 2013              |                   |          |
| Estados Unidos    | Adult Pop Songs   | 33       |
| Estados Unidos    | Alternative Songs | 4        |
| Estados Unidos    | Rock Songs        | 20       |

### Sucesión en listas
| Predecesor: «Ho Hey» de The Lumineers «I Will Wait» de Mumford & Sons       | Alternative Songs — Sencillo número uno 13 de octubre de 2012 — 20 de octubre de 2012 27 de octubre de 2012 — 2 de marzo de 2013 | Sucesor: «I Will Wait» de Mumford & Sons «Radioactive» de Imagine Dragons |
| Predecesor: «I Will Wait» de Mumford & Sons «I Will Wait» de Mumford & Sons | Rock Airplay — Sencillo número uno 15 de diciembre de 2012 — 29 de diciembre de 2012 5 de enero de 2013 — 16 de marzo de 2013    | Sucesor: «I Will Wait» de Mumford & Sons «Radioactive» de Imagine Dragons |

### Certificaciones
| País           | Organismo certificador | Certificación | Ventas certificadas | Ref.   |
| -------------- | ---------------------- | ------------- | ------------------- | ------ |
| Canadá         | MC                     | Platino       | 80 000              | [ 53 ] |
| Estados Unidos | RIAA                   | 2× Platino    | 2 000               | [ 13 ] |
| Italia         | FIMI                   | Platino       | 30 000              | [ 17 ] |
| Suiza          | IFPI — Suiza           | Oro           | 15 000              | [ 90 ] |

## Premios y nominaciones
«Madness» recibió una nominaciones en una ceremonia de premiación. A continuación, una lista con la candidatura que obtuvo:
| Año  | Ceremonia de premiación | Categoría             | Resultado | Ref.   |
| ---- | ----------------------- | --------------------- | --------- | ------ |
| 2013 | Premios Grammy          | Mejor canción de rock | Nominado  | [ 91 ] |

## Créditos y personal
- Muse: producción.
- Matthew Bellamy: voz principal, composición, guitarra.
- Dominic Howard: batería.
- Ted Jensen: masterización en Air Mastering, Londres.
- Mark "Spike" Stent: mezcla en Sterling Sound, Nueva York.
- Christopher Wolstenholme: bajo.

Fuentes: Discogs y folleto de The 2nd Law.